# Jean Arnold Antoine Tuerlinckx
Jean Arnold Antoine Tuerlinckx (né le 22 novembre 1753 à Aarschot ; décédé le 19 décembre 1827 à Malines) était un facteur belge d'instruments de musique installé à Malines.

## Biographie

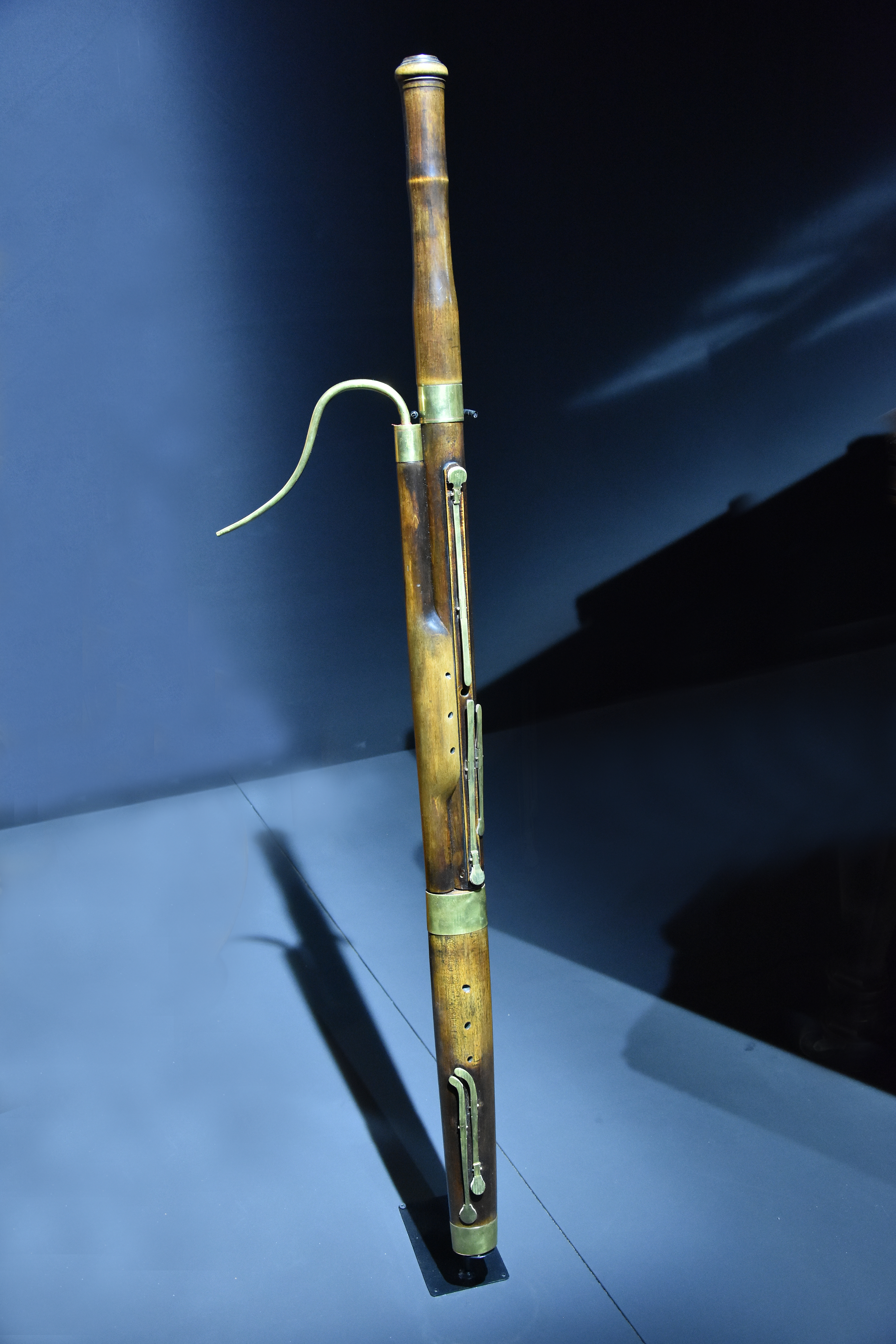
Basson-Tuerlinckx

Jean Arnold Antoine Tuerlinckx était le fils d'un horloger, qui l'a initié à la mécanique de précision et à la facture instrumentale. Jean Arnold Antoine Tuerlinckx rendait régulièrement visite à son frère, clarinettiste, habitant Malines. Lorsque ce frère eut 18 ans, il achète une clarinette à Paris, que Jean Arnold Antoine Tuerlinckx étudie avec soin, copie et offre au Baron Coloma (en), président de l'ensemble musical de Malines. Le baron reconnaît la qualité de l'instrument et l'habileté du jeune Jean Arnold Antoine Tuerlinckx et lui commande trois bassons. Il facilite l'installation de Jean Arnold et son épouse, Catherina Meikens, à Malines dans une maison appelée Den Bloempot dans la Kathelijnestraat, où Tuerlinckx ouvre un magasin et installe un atelier. 
En 1782, Tuerlinckx se marie et s'installe à Malines. L'atelier qu'il y fonde la même année fabrique des instruments à vent aussi bien des bois que des cuivres. Tuerlinckx fabrique entre autres des flûtes, des clarinettes y compris clarinette d'amour, des hautbois et des bassons (de différents formats et en différents bois, avec des ornements en ivoire, en corne ou en os et des clés en cuivre ou en argent), trompettes, cors, serpents, trombones, harpes à pédales, caisses claires, timbales et grosses caisses. 
L'Angleterre, la France, l'Allemagne, l'Autriche et la Bohême étaient les pays d'origine des instruments de musique que les musiciens militaires de passage donnaient à réparer à Tuerlinckx. Au cours des guerres de Coalitions, les habitants de sa région ont successivement obtenu trois nationalités différentes. Tuerlinckx se sert comme modèle les instruments militaires qu'on lui apporte à réparer et en profite pour faire des esquisses des innovations techniques pour lui-même, ce qui lui a permis de devancer la concurrence locale sur le plan technologique. Pendant la Terreur, il y a eu un changement de régime (1793/1794), Tuerlinckx fut emprisonné, mais il put ensuite développer ses affaires et gagner des clients en France et en Allemagne. 
Tuerlinckx a été marié deux fois. Il a tout d'abord épousé Catherine Meikens en 1782. De ce mariage naquit son fils aîné, le compositeur Corneille Jean Joseph Tuerlinckx (1783-1855). Après le décès de sa première femme en 1808, Tuerlinckx épouse Marie Clavers l'année suivante. Parmi leurs enfants, on compte le sculpteur Joseph Jean Tuerlinckx (1809-1873) et le peintre et lithographe Louis Tuerlinckx (1819-1894). Au total, Tuerlinckx a eu six fils et cinq filles. 
Après la mort de Tuerlinckx, l'entreprise fut reprise par son fils Corneille Jean Joseph Tuerlinckx. Aussi bien le père que le fils marquaient les instruments Tuerlinckx/Malines ou Tuerlinckx à Malines, ce qui rend presque impossible la distinction de leurs instruments. L'entreprise comptait 40 employés, fabriquait des instruments pour des orchestres civils et militaires et était le fabricant le plus important de Belgique dans son domaine.

## Œuvre
En dépit de la quantité d'instruments produite notamment à des fins militaires, il subsiste assez peu d'instruments marqués par Jean Arnold Antoine Tuerlinckx dans les collections. 
Certains modèles d'instruments Tuerlinckx servent comme référence pour des reproductions, comme la flûte traversière à une clef .
Il est remarquable de noter la présence d'un barillet dans un jeu de trois clarinettes anciennes en ut, si  et la, signé TUERLINCKX de Malines, découvertes dans un étui constituant la panoplie d'un clarinettiste d'orchestre datant de 1820 environ.